# ایندین راکس بیچ (فلوریدا)
ایندین راکس بیچ (به انگلیسی: Indian Rocks Beach) شهری در شهرستان پاینلاس ایالت فلوریدا است که در سال ۱۹۵۶ بنیان‌گذاری شده‌است. این شهر طبق سرشماری سال ۲۰۱۰ میلادی، ۴٬۱۱۳ نفر جمعیت داشته و مساحت آن نیز ۳٫۶ کیلومتر مربع است.